# 交響曲第2番 (ドラティ)
交響曲第2番『平和の訴え』（Querela Pacis）は、アンタル・ドラティによって作曲された2番目の交響曲である。

## 作曲の経緯
1985年4月、ドラティはアムステルダムの書店で一冊の本を手にとった。それはエラスムスの「平和の訴え」であった。この本から啓示を受け、かねてから「平和」をテーマにした交響曲の構想を持っていた彼は、すぐに作業に取りかかり、8月には完成した。

## 初演
世界初演は1986年4月24日、ギュンター・ヘルビッヒ指揮、デトロイト交響楽団によって行われた。ヨーロッパ初演は同年5月14日、作曲者指揮、アムステルダム・コンセルトヘボウ管弦楽団により行われた。

## 作品の内容

### 第1楽章 "Peccata Mundi"
ソステヌート、アッサイ。不安と戦闘、そして降伏を象徴している。弦楽器が悲痛に歌い開始される。やがて、金管のどっしりとした行進曲となる。やがて、木管群が激しく動き回り、不安をあおる。全合奏による圧倒的な響き。しかし、突然静かになり、弦楽器のトレモロの上で木管に静かで優しい旋律が現れる。行進曲が戻って来て再び厚みを増し、不協和音の鳴り渡る頂点を境に下降音形が繰り返され、低弦と金管が静かに動き、ティンパニのロールが静かに響く。

### 第2楽章 "Dies Illa"
アレグロ・モルト。脅すような戦乱の空気を象徴している。第1楽章から切れ目なく続けられる。バスーンや弦楽器が半音階的に動き回る。やや断片的な音楽の合間に行進曲のリズムが挟み込まれ、やがて行進曲となる。行進のリズムはほぼ全体に響き、威圧感を与える。幾度も爆発し、最後の爆発の後、トランペットが静かに消えてゆく。

### 第3楽章 "Dona Nobis"
アンダンテ・モルト・トランクイーロ。平和の歌。第2楽章から切れ目なく続けられる。弦楽の静かなコラールで開始される。木管やホルンも加わり、静かに進んでゆく。突如、金管群の明るいフレーズが挟み込まれる。再び静かになり、明るい賛美歌風のコラールが管楽器に登場する。一度盛り上がりを見せるが、静かになる。しかし再び盛り上がり、悲壮な叫びとなる。この部分が終わると、また静かなコラールとなり、盛り上がってゆき、ホ長調主和音が響く。これを境に音楽は沈静化してゆき、弦楽器と木管やトランペットが静かに対話し、最後にちいさな盛り上がりを見せ、ホ音だけを残して消えてゆく。

## 録音
作曲者自身による自作自演の録音がある。
- 作曲者指揮、ストックホルム・フィルハーモニー管弦楽団。BIS CD-408。